# كلاوديو لاتوري
كلاوديو لاتوري (بالإسبانية: Claudio Latorre)‏ هو مدرب كرة قدم ولاعب كرة قدم تشيلي في مركز الهجوم، ولد في 8 يونيو 1986 في سانتياغو في تشيلي. لعب مع ديبورتيس ماجالانز.

## وصلات خارجية
- كلاوديو لاتوري على موقع قاعدة بيانات كرة القدم.إي يو (الإنجليزية)
- كلاوديو لاتوري على موقع Soccerway.com (الإنجليزية)
- كلاوديو لاتوري على موقع عالم كرة القدم.نت (الإنجليزية)
- كلاوديو لاتوري على موقع AS.com (الإسبانية)